# 写真サロン
『写真サロン』は、戦前と戦後にかけ玄光社が出版していたカメラ、写真に関するアマチュア向け雑誌。1933年1月創刊。

## 概要
『カメラ（CAMERA）』発行元のアルスを退社した北原正雄が出版社を興して、斎藤鵠兒編集で創刊したアマチュア啓蒙のための写真雑誌。斎藤の月例評に魅せられた地方アマチュアが多数投稿し、同誌を舞台に活躍した植田正治、石津良介らが「中国写真家集団」を結成するなど、戦前を代表する写真・カメラ雑誌となった。
戦時下の雑誌統廃合により1940年12月号で休刊、1941年1月創刊の『写真文化』に統合された。戦後は、1951年9月から鈴木八郎編集によって季刊で復刊し、1952年6月号から月刊となる。飛躍を求めて1959年1月号からA4判に大型化し、4月号からは玉田顕一郎が編集長を務めた。同年9月号からは旧来のB5判に戻ってメカニズム重視の誌面になったが、1961年12月号で休刊。